# Lleonard Cubell
Lleonard Cubell (1362-1427), marquès d'Oristany i comte del Goceà el 29 de març de 1410, i pretendent al tron d'Arborea.
Fill de Salvador d'Arborea, net de Nicolau d'Arborea i besnet d'Hug II d'Arborea. Va adoptar el cognom matern. Va morir el 1427 i del seu enllaç amb Quirica Diana filla i hereva de Joan senyor de la Barbagie del Mandrolisai i d'Ollolai, va deixar dos fills: Antoni Cubell i Salvador Cubell, i dues filles, Beneta Cubell (morta prop de 1483, casada amb Artal d'Alagó senyor de Sasato i Pina, mort el 1446) i una de nom desconegut que fou la dona de Berenguer Carròs, cavaller català.